# 北スラヴ語
北スラヴ語（きたスラヴご）は、大別して3つの意味で用いられる。

## 南北
南スラヴ語との対比において、西スラヴ語と東スラヴ語のことを便宜的に北スラヴ語と呼ぶことがある。（同じくゲルマン語で西ゲルマン語と東ゲルマン語を合わせて南ゲルマン語と呼ぶことがある）

## 古語
スラヴ語学者の中にはノヴゴロドの付近にスラヴ祖語の古い特徴を残した方言（古ノヴゴロド方言）があり、語群として現在認められている東西南以外に北スラヴ語が立てうるという説を唱える人がおり、これを指して用いられることがある。

## 人工語
「北スラブ語」を名乗る人工言語があり、セヴェルスク語（Seversk）、スラヴェニ語（Slavëni）セヴォリア語（Sievrøsku）、ナシカ語（Nassika）、ヴォズギア語（Vozgian）が知られている。